# Castillo de Drummond
El castillo de Drummond se encuentra en la feligresía de Muthill, a 4 kilómetros al sur de Crieff, en Perthshire, Escocia. Es conocido por sus jardines, descritos por la Historic Environment Scotland como «el mejor ejemplo de jardines aterrazados de Escocia». El castillo se compone de una casa torre construida a finales del siglo XV y una mansión del siglo XVII, ambos reconstruidos en época victoriana. Los jardines datan de 1630, aunque fueron reestructurados en el siglo XIX. Se encuentran protegidos según la ley británica.

## Historia
Los terrenos donde se asienta el castillo fueron propiedad de la familia Drummond desde el siglo XIV, y la torre casa original fue construida por John Drummond, I señor Drummond de Cargill, en torno a 1490. En 1605 el IV señor de Drummond fue nombrado conde de Perth, cuyos terrenos fueron añadidos al castillo. El II conde de Perth construyó el primer jardín aterrazado en la década de 1630.
El castillo fue saqueado por el ejército de Oliver Cromwell en 1653, durante la Guerras de los Tres Reinos. El IV conde de Perth fue nombrado Lord canciller de Escocia durante el reinado de Jacobo VII, quien comenzó a construir la mansión en 1689, antes de ser encarcelado tras la deposición del rey Jacobo por Guillermo III de Inglaterra. Más tarde el conde escapó a la corte jacobita en Francia; los Drummond continuaron apoyaron la causa jacobita en las rebeliones de 1715 y 1745. La familia retuvo el control de la hacienda hasta 1750 cuando las propiedades de los Drummond se declararon confiscadas e incautadas por el Estado. Los terrenos fueron gestionados por los Comisionistas de las Haciendas Confiscadas hasta 1784, cuando fueron vendidos al capitán James Drummond, futuro I barón de Perth. El barón realizó un gran número de mejoras que fueron continuadas por su hija Sarah y su marido, el XXII barón de Willioughby de Eresby (1782-1865), que incluyeron la ampliación de los jardines aterrazados en la década de 1830. La reina Victoria visitó estos jardines en 1842.
El castillo de Drummond pasó a la XXIV baronesa de Willoughby de Eresby (1809-1888), y más tarde a su hijo, el I conde de Ancaster (1830-1910). Las plantas superiores de la casa torre se reconstruyeron y se ampliaron en estilo pseudo-medieval entre 1842 y 1853. La mansión se renovó en 1878, según los diseños de George Turnbull Ewing. El III conde de Ancaster y su esposa, Nancy Astor (1909-1975) replantaron los jardines en la década de 1950.
A comienzos de 2021 la propiedad fue heredada por la XXVIII baronesa de Willoughby de Eresby, hija del III señor de Ancaster. El castillo no está abierto al público, mientras que los jardines son gestionados por la Grimsthorpe and Drummond Castle Trust.

## Jardines

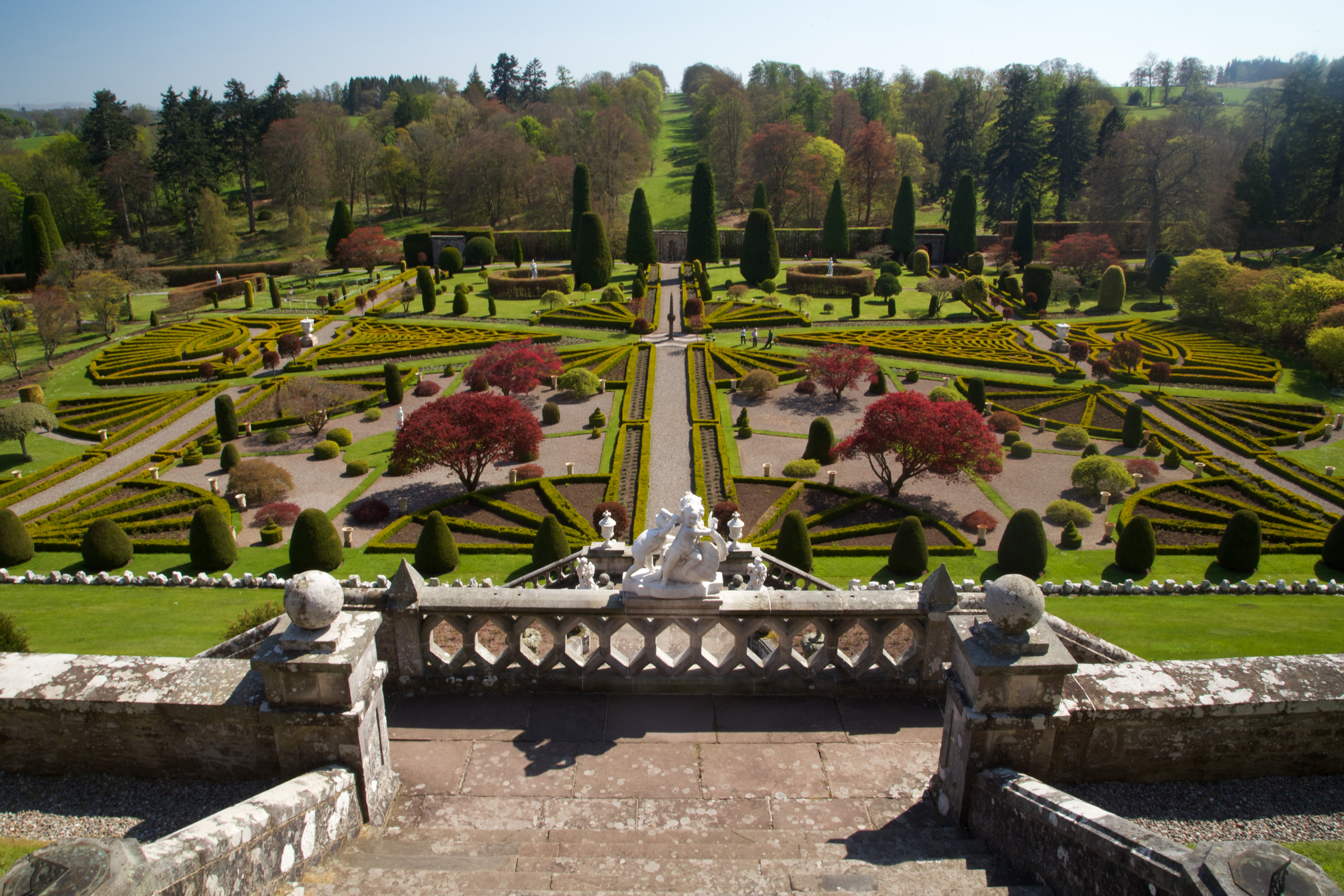
Vista de los jardines.

La página web de los jardines del castillo de Drummond indica que pudo existir un jardín en esta ubicación desde el siglo XV y que se llevó a cabo una gran transformación, tanto de castillo como de los jardines, entre 1630 y 1636. La distribución actual se comenzó en la década de 1830, basada en el diseño de Lewis Kennedy, después de que Clementina Drummond y su marido Peter Robert Willoughby heredaran los terrenos de su padre. La reina Victoria y el príncipe Alberto visitaron el jardín en 1842.
Originalmente, los jardines comprendían casi cinco hectáreas (12 acres), aunque sus dimensiones disminuyeron tras la Segunda Guerra Mundial. El parterre exhibe el escudo de armas de los Drummond: «Cardo escoceses y dagas, y sus caminos entrecruzados forman una cruz de San Andrés, en cuyo centro se halla un restaurado reloj solar de piedra de 1630».
Según la web Visit Scotland, «los jardines de Drummond son uno de los jardines más importantes y de los más elegantes de Europa». Además, añaden que los jardines fueron «rediseñados y aterrazados en el siglo XIX, mientras que la plantación actual data de la década de 1950». Los jardines suelen abrirse al público en Semana Santa y entre mayo y octubre.

## Rodajes
- El castillo y los jardines aparecen en la película Rob Roy (1995).[3]
- En la segunda temporada de la serie de televisión Outlander (2016), los jardines se usaron para representar los jardines del palacio de Versalles en la época de Luis XV.[3]